# Gianna Nannini (Album)
Gianna Nannini ist das Debütalbum der italienischen Rocksängerin und Songwriterin Gianna Nannini. Es erschien im Jahr 1976 bei dem Plattenlabel Ricordi.

## Hintergrund
Im Jahr 1976 brachte Gianna Nannini ihr Debütalbum Gianna Nannini heraus, das musikalisch autobiografisch und introvertiert gehalten ist. Das aus zehn Titeln bestehende Studioalbum wurde von Nannini selbst in Zusammenarbeit mit Claudio Fabi, der auch als Autor fungierte, produziert. Nannini war zudem an allen Titeln als Autorin beteiligt. Beim Schreibprozess bekam sie dabei unter anderem von Fabio Pianigiani und Raffaella Riva Unterstützung.
Das Frontcover zeigt zwei Darstellungen Nanninis: Einmal seitlich am Klavier spielend und einmal singend frontal ihr Gesicht vor einem dunklen Hintergrund.

## Titelliste
| Nr. | Titel                             | Autor(en)      | Produzent(en) | Länge |
| --- | --------------------------------- | -------------- | ------------- | ----- |
| 1.  | Come un angelo                    | Gianna Nannini | Claudio Fabi  | 4:02  |
| 2.  | Storia di un sorriso              | Gianna Nannini | Claudio Fabi  | 3:42  |
| 3.  | E poi viaggiai                    | Gianna Nannini | Claudio Fabi  | 3:52  |
| 4.  | Un'anima di sughero               | Gianna Nannini | Claudio Fabi  | 4:13  |
| 5.  | Addio                             | Gianna Nannini | Claudio Fabi  | 4:06  |
| 6.  | Ti avevo chiesto solo di toccarmi | Gianna Nannini | Claudio Fabi  | 4:27  |
| 7.  | Fantasia                          | Gianna Nannini | Claudio Fabi  | 4:27  |
| 8.  | Ma lasciati andare                | Gianna Nannini | Claudio Fabi  | 3:27  |
| 9.  | Morta per autoprocurato aborto    | Gianna Nannini | Claudio Fabi  | 3:25  |
| 10. | Il pastore                        | Gianna Nannini | Claudio Fabi  | 3:35  |